# Santa Maria (Ilocos Sur)
Santa Maria est une municipalité de 3e classe située dans la province d'Ilocos Sur aux Philippines. Selon le recensement de 2010 elle est peuplée de 28 597 habitants.

## Barangays
Santa Maria est divisée en 33 barangays.
- Ag-agrao
- Ampuagan
- Baballasioan
- Baliw Daya
- Baliw Laud
- Bia-o
- Butir
- Cabaroan
- Danuman East
- Danuman West
- Dunglayan
- Gusing
- Langaoan
- Laslasong Norte
- Laslasong Sur
- Laslasong West
- Lesseb
- Lingsat
- Lubong
- Maynganay Norte
- Maynganay Sur
- Nagsayaoan
- Nagtupacan
- Nalvo
- Pacang
- Penned
- Poblacion Norte
- Poblacion Sur
- Silag
- Sumagui
- Suso
- Tangaoan
- Tinaan

## Lieux d’intérêt
- Église de Santa Maria (Ilocos Sur)